# Ovčarevo
Ovčarevo je naseljeno mjesto u općini Travnik, Federacija Bosne i Hercegovine, BiH.
Nalazi se tri kilometra sjeverozapadno od Travnika. Smješteno je u dolini Lašve, u podnožju Vlašića.

## Stanovništvo

### 1991.
Nacionalni sastav stanovništva 1991. godine, bio je sljedeći:
ukupno: 564
- Hrvati - 560
- Jugoslaveni - 2
- ostali, neopredijeljeni i nepoznato - 2

### 2013.
Nacionalni sastav stanovništva 2013. godine, bio je sljedeći:
ukupno: 496
- Hrvati - 495
- ostali, neopredijeljeni i nepoznato - 1

## Župa Ovčarevo
Župa Ovčarevo, ranije nazivana Orašje, nastala je 1832. godine izdvajanjem iz župe Dolac. Godine 1879. iz ove je župe izdvojena župa Đelilovac, kasnije nazvana potkraj.
Župna crkva u Ovčarevu, posvećena sv. Mihovilu Arkanđelu, dovršena je 1869. godine i jedna je od rijetkih sačuvanih franjevačkih crkava podignutih u osmanskom razdoblju. Nacionalni je spomenik BiH.
Od ožujka do srpnja 1915. godine Ivo Andrić živi u župnom dvoru. Tu je njegova majka vodila domaćinstvo franjevcu Alojziju Perčinliću. Tu se Andrićev interes za samostanske arhive koji će mu pomoći prilikom pisanja niza priča čiju radnju smješta u milje bosanskih franjevaca za vrijeme Turaka.